# Cleistosphaera
Cleistosphaera är ett släkte av svampar. Cleistosphaera ingår i familjen Parodiopsidaceae, klassen Dothideomycetes, divisionen sporsäcksvampar och riket svampar.
|                | Parodiopsis                                  |
|                |                                              |
|                | Perisporina                                  |
|                |                                              |
|                | Tretospora                                   |
|                |                                              |
|                | Leptomeliola                                 |
|                |                                              |
|                | Perisporiopsis                               |
|                |                                              |
|                | Ophioparodia                                 |
|                |                                              |
|                | Balladyna                                    |
|                |                                              |
|                | Neoparodia                                   |
|                |                                              |
|                | Septoidium                                   |
|                |                                              |
|                | Chevalieropsis                               |
|                |                                              |
|                | Balladynopsis                                |
|                |                                              |
|                | Parodiellina                                 |
|                |                                              |
|                | Cicinnobella                                 |
|                |                                              |
|                | Ophiomeliola                                 |
|                |                                              |
|                | Scolionema                                   |
|                |                                              |
|                | Dimeriella                                   |
|                |                                              |
| Cleistosphaera | \| \| Cleistosphaera macrostegia \| \| \| \| |
|                | \| \| Cleistosphaera macrostegia \| \| \| \| |
|                | Stomatogene                                  |
|                |                                              |
|                | Balladynocallia                              |
|                |                                              |
|                | Alina                                        |
|                |                                              |
|                | Pilgeriella                                  |
|                |                                              |
|                | Neohoehnelia                                 |
|                |                                              |
|                | Cleistosphaera macrostegia                   |
|                |                                              |

|  | Cleistosphaera macrostegia |
|  |                            |